# 3rd New Zealand Division
La 3rd New Zealand Division fu una divisione di fanteria del New Zealand Army, formata nel 1942 per prendere parte alla lotta contro l'Impero giapponese nell'ambito del teatro del Pacifico della seconda guerra mondiale.
La divisione vide l'azione a fianco delle forze degli Alleati nel corso della campagna delle isole Salomone, partecipando in particolare alle battaglie di Vella Lavella (settembre-ottobre 1943), delle Isole del Tesoro (ottobre-novembre 1943) e delle Isole Green (febbraio 1944). A causa della carenza di manodopera in Nuova Zelanda, per gran parte della sua esistenza la divisione fu afflitta da carenze di organico, e invece delle preventivate tre brigate di fanteria prescritte dal suo ordinamento ne ebbe in organico solo due.
Nel 1944 la carenza di manodopera si era ormai fatta così seria che la divisione fu ritirata dal fronte e smobilitata; la maggior parte dei suoi uomini fece ritorno alla vita civile, anche se 4.000 volontari furono inviati a rimpinguare gli organici della 2nd New Zealand Division impegnata nel teatro europeo della seconda guerra mondiale.

## Storia

### La creazione
Come nella precedente prima guerra mondiale, allo scoppio della seconda guerra mondiale nel settembre 1939 la Nuova Zelanda decise di contribuire allo sforzo bellico del Regno Unito reclutando un corpo di spedizione da inviare in Europa; il corpo, progressivamente aumentato di numero, divenne quindi la 2nd New Zealand Division, la quale vide un'intensa azione bellica durante l'invasione tedesca della Grecia, la campagna del Nordafrica e la campagna d'Italia. A differenza della vicina Australia, quando l'Impero giapponese entrò nel conflitto nel dicembre 1941 la Nuova Zelanda decise di non richiamare le sue truppe dal teatro europeo, ma di reclutare una nuova divisione per prendere parte agli scontri nel nuovo teatro bellico dell'oceano Pacifico.
La 3rd New Zealand Division prese a formarsi nel maggio 1942 a partire da alcuni contingenti neozelandesi inviati a presidio della colonia britannica delle Figi; il maggior generale Harold Barrowclough fu nominato comandante della costituenda divisione il 12 agosto di quell'anno. Entro ottobre alla divisione erano state assegnate due brigate di fanteria, la 8th e la 14th Infantry Brigade, ciascuna su tre battaglioni, oltre a una componente di artiglieria forte del 33rd Heavy Coast Regiment, del 28 Heavy Anti-Aircraft Regiment, del 29th Light Anti-Aircraft Regiment e di batterie di artiglieria controcarro, oltre a due compagnie e un parco veicoli del genio militare, una sezione medica e unità dei servizi.

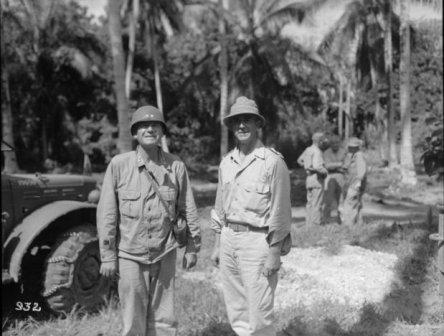
Il generale Barrowclough (a destra) insieme al generale statunitense Giswald a Vella Lavella nel 1943

Nell'ottobre 1942 il 34th e il 36th Battalion furono distaccati dalla divisione per fornire una guarnigione rispettivamente alle isole Tonga e all'Isola Norfolk; il 36th Battalion fu accompagnato da distaccamenti dell'artiglieria divisionale, dei genieri e dei servizi formando così la N Force. Dopo aver completato il suo addestramento di base in Nuova Zelanda, la 3rd Division fu trasferita nell'isola di Nuova Caledonia per svolgere compiti di presidio ed eseguire ulteriori esercitazioni, attività portate a termine tra il dicembre 1942 e il gennaio 1943; all'epoca, la terza brigata di fanteria prevista dalle tabelle organiche della divisione, la 15th Brigade, era ancora in fase di formazione. A causa dei distaccamenti eseguiti in ottobre, ciascuna delle due brigate operative disponeva di due battaglioni anziché tre, anche se nel marzo 1943 il governo neozelandese approvò l'espansione dell'organico fino a un totale di 17.637 uomini di tutti i gradi; i battaglioni dislocati a Tonga e Norfolk rientrarono poi nei ranghi della divisione più avanti. Quasi immediatamente, tuttavia, la carenza di risorse umane in Nuova Zelanda iniziò a farsi sentire, e nei primi mesi del 1943 divenne evidente che non era possibile portare la divisione alla sua piena forza di combattimento; fu avanzata perfino l'ipotesi di sciogliere la divisione ancor prima che essa fosse inviata in combattimento, anche se su insistenza del generale Barrowclough il governo decise di rinviare questa eventualità.
La richiesta di impiegare la 3rd Division al fronte fu infine accettata, anche se il 30 giugno il governo annunciò che al 15th Brigade non sarebbe mai stata completata e sarebbe stata sciolta unitamente al 33rd Heavy Coast Regiment e al 28th Heavy Anti-Aircraft Regiment, decisione divenuta definitiva il 10 luglio. La divisione fu quindi strutturata su un organico di due brigate, anche se su insistenza di Barrowclough furono mantenute in forza tutte e tre le unità di genieri.

### La campagna delle Salomone

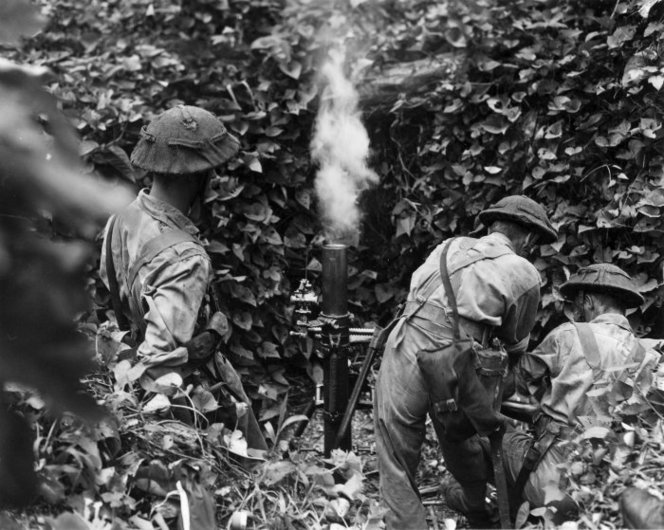
Un mortaio neozelandese in azione contro i giapponesi sull'isola di Mono

La 3rd Division si trasferì a Guadalcanal nell'agosto 1943; a partire da questa base, come parte del I Marine Amphibious Corps (I MAC) statunitense, la divisione fu incaricata di fornire la componente di truppe terrestri per tre campagne progettate nella zona settentrionale delle Isole Salomone.
Reparti della 3rd Division operarono sull'isola di Vella Lavella tra il 21 settembre e il 9 ottobre 1943. Forze statunitensi avevano preso terra sull'isola in agosto, stabilendo una testa di ponte lungo la costa meridionale; il 14th Brigade Group neozelandese sotto il generale di brigata Leslie Potter, composto dal 30th, 35th e 37th Battalion e unità di artiglieria, raggiunse in seguito la testa di ponte per rinforzare la posizione statunitense e proseguire la campagna. Poco dopo il loro arrivo, ai neozelandesi fu assegnato il compito di rastrellare i resti della guarnigione giapponese dalla parte nord dell'isola, in modo che fosse possibile installare a Vella Lavella una stazione radar e una base per le motosiluranti; benché superati in numero dai giapponesi, i neozelandesi erano meglio addestrati e questo fece la differenza negli scontri. Il 35th e il 37th Battalion furono distaccati insieme agli elementi di supporto per portare avanti un'avanzata lungo due assi distinti: uno lungo la costa orientale e uno lungo quella occidentale. La mossa si rivelò vincente ed entro i primi di ottobre i giapponesi erano stati confinati in una piccola sacca dopo aver subito tra i 200 e i 300 morti negli scontri con i neozelandesi; Potter tuttavia non riuscì a capitalizzare il successo e, a causa di un'eccessiva cautela nell'avanzata, non riuscì a impedire che i restanti 589 soldati giapponesi riuscissero a fuggire via mare nella notte tra il 6 e il 7 ottobre. Il totale delle perdite neozelandesi nella breve campagna ammontò a 32 morti e 32 feriti.

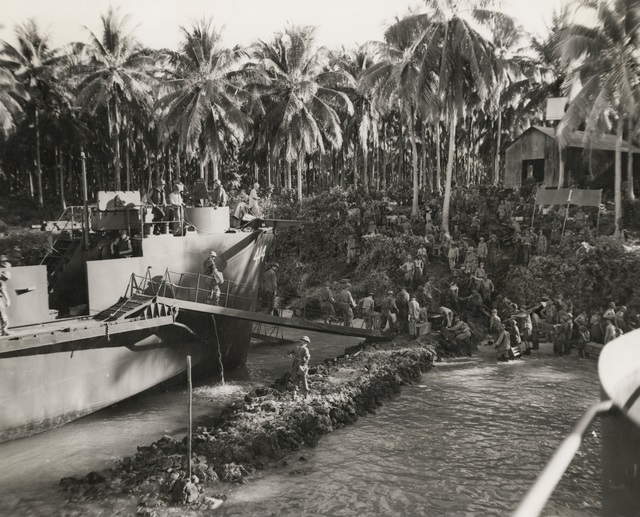
Forze neozelandesi sbarcano alle Isole Green nel febbraio 1944

Il 27 ottobre l'8th Brigade Group del generale di brigata Robert Row (29th, 34th e 36th Battalion e unità di artiglieria) sbarcò nell'arcipelago delle Isole del Tesoro in quello che fu il primo assalto anfibio delle forze armate neozelandesi dai tempi della campagna di Gallipoli del 1915. Lo sbarco iniziale prese vita sulla costa meridionale dell'isola di Mono, la più grande del gruppo, e dopo aver preso terra i neozelandesi si imbatterono solo in una debole resistenza, visto che il grosso delle forze nipponiche era ripiegato verso nord; nella notte tra il 1º e il 2 novembre i giapponesi tentarono un contrattacco contro le linee nemiche a Soanotalu, ma furono pesantemente respinti. Le ultime unità organizzate giapponesi furono sconfitte nel corso della notte tra il 2 e il 3 novembre, e i neozelandesi provvidero quindi a rastrellare l'isola dagli ultimi dispersi. Le perdite totali per la 3rd Division ammontarono a 40 morti e 145 feriti.
Il 14th Brigade Group, rinforzato dall'intera artiglieria divisionale e dalle unità genieri, tornò in azione il 15 febbraio 1944 con un assalto anfibio sull'isola di Nissan, parte del gruppo delle Isole Green: la piccola guarnigione giapponese oppose una resistenza ostinata ma alla fine fu soverchiata dai neozelandesi, e gli ultimi gruppi organizzati furono sopraffatti entro il 23 febbraio seguente. Le perdite nei reparti neozelandesi ammontarono a 10 morti e 21 feriti.

### Scioglimento
All'inizio del 1944 la Nuova Zelanda si trovava ormai a fronteggiare una grave carenza di manodopera, causata dal costante bisogno di sostenere simultaneamente due divisioni di truppe da combattimento impegnate in azione e le attività agricole e industriali necessarie a soddisfare le richieste degli alleati. Per coprire queste necessità di uomini al governo neozelandese non restò altra scelta che decretare lo scioglimento di una delle divisioni; dopo consultazioni con gli alleati britannici e statunitensi la scelta cadde sulla 3rd Division, visto che il contributo della 2nd Division alla campagna d'Italia era ritenuto più importante di quello che la divisione di Barrowclough poteva dare alle operazioni nel Pacifico.
Nel giugno 1944 la 3rd Division fu ritirata nella Nuova Caledonia, per poi fare ritorno in patria in agosto; l'unità fu rapidamente smobilitata e infine ufficialmente sciolta il 20 ottobre 1944. Circa 4.000 veterani della 3rd Division furono inviati in Italia come rinforzi per la 2nd Division, mentre il resto degli uomini ritornò ai loro impieghi da civili.

## Ordine di battaglia
All'ottobre 1942 i principali elementi della divisione consistevano in:
- Quartier generale di divisione;
- 8th Infantry Brigade:
  - 29th Battalion;
  - 34th Battalion;
  - 36th Battalion;
- 14th Infantry Brigade:
  - 30th Battalion;
  - 35th Battalion;
  - 37th Battalion;
- Artiglieria divisionale:
  - 17th Field Regiment;
  - 33rd Heavy Coast Regiment;
  - 28th Heavy Anti-Aircraft Regiment;
  - 144th Independent Battery;
  - 53rd Anti-Tank Battery;
  - 54th Anti-Tank Battery;
- Genieri:
  - 20th Field Company;
  - 23th Field Company;
  - 37th Field Park;
- No. 1 Signals Company (trasmissioni);
- Servizi divisionali:
  - 4th ASC (Army Service Corps) Company;
  - 16th ASC Company;
  - 10th Reserve Mechanical Transport Company;
- Servizi sanitari:
  - 7th Field Ambulance;
  - 22th Field Ambulance;
  - 4th General Hospital.

Un reggimento corazzato fu aggiunto dalla divisione nel dicembre 1942, poi ridotto a un singolo squadrone nel giugno 1943; i reggimenti di artiglieria pesante e costiera furono poi rimpiazzati da un reggimento di artiglieria campale.